# 브누아 바디아실
브누아 은탐부에 바디아실 무키나이 바야(프랑스어: Benoît Ntambue Badiashile Mukinayi Baya, 2001년 3월 26일 ~ )는 프랑스의 축구 선수이다. 그의 포지션은 수비수로, 현재 잉글랜드 프리미어리그의 첼시에서 활약하고 있다.

## 어린 시절
브누아 은탐부에 바디아실 무키나이 바야는 2001년 3월 26일 오트비엔주 리모주에서 태어났다. 그는 콩고 혈통이다.

## 클럽 경력

### 모나코
2018년 2월 5일, 바디아실은 모나코와 첫 프로 계약을 맺었다. 2018년 11월 11일, 그는 4-0으로 패한 파리 생제르맹과의 리그 1 경기에서 프로 데뷔전을 치렀다.

### 첼시
2023년 1월 5일, 바디아실은 프리미어리그의 첼시와 7년 6개월 계약을 맺었다. 가디언지가 보도한 그의 이적료는 £32.7M (€37M)이다. 2023년 1월 15일, 바디아실은 크리스털 팰리스와의 프리미어리그 경기에서 선발 출전하여 첼시 소속으로 데뷔전을 치렀다. 풀타임을 소화한 바디아실은 1-0 무실점 승리에 기여했다.

## 국가대표팀 경력
그는 2016년부터 프랑스 U16-U21 국가대표팀의 일원으로 활약하고 있다.
2022년 9월 15일, 바디아실은 프랑스 축구 국가대표팀에 처음으로 차출되어 UEFA 네이션스리그 2경기에 출전하였다.

## 사생활
바디아실은 축구 선수인 로이크 바디아실의 동생이다.

## 수상 내역
개인
- IFFHS U-20 남자 월드팀: 2021[13]